# Гуго VII де Лузиньян
Гуго́ VII Коричневый де Лузинья́н (фр. Hugues VII le brun de Lusignan; до 1090 — ок. 1151) — Сеньор де Лузиньян и граф де Ла Марш примерно с 1102/1110 годов. Сын Гуго VI де Лузиньяна и Ильдегарды де Туар.
Воевал с графом Вульгреном II Ангулемским и со своим сеньором герцогом Аквитании Гильомом IX Трубадуром. Потерпел поражения от войск герцога в 1118 и 1122 годах. Наконец, примирился с ним в 1126 году.
С новым герцогом Гильомом X снова начал борьбу, вновь был разбит (до 1136 года), и некоторое время находился в плену в замке Тальмон.
Также враждовал с Жильбером де ла Поре, епископом Пуатье, владения которого разграбил. За это был в 1142 году отлучен от церкви, но в 1144 году выплатил приличный штраф, а позднее принял крест и сопровождал короля Людовика VII во втором крестовом походе в 1147 году.

## Семья и дети
Жена: Саразина де Лезе (ум. 1144). Имели несколько детей, в том числе:
- Гуго VIII Старый (ум. ок. 1173), сеньор де Лузиньян и граф де Ла Марш (1151—ок. 1165);
- Гильом (ум. после 1167);
- Роргон (1125—1172) — епископ Пуатье;
- Симон I де Лузиньян (1130—1199), сеньор де Лезе; основатель ветви сеньоров де Лезе;
- Галеран (ум. после 1167);
- Эме (Аенор) де Лузиньян (род. ок.1130), вероятно была женой Жоффруа IV, виконта де Туара (1120—1176).